# Valzeina
Valzeina is een plaats en voormalige gemeente in het Zwitserse kanton Graubünden en maakt thans deel uit van de gemeente Grüsch in het district Prättigau-Davos. In 2007 telde Valzeina 136 inwoners (bron: Prättigauer Talchronik 2007), van wie er op dat moment 132 de Zwitserse nationaliteit bezaten. De laatste gemeenteraad bestond uit 5 personen en de laatste burgemeester was Hans Wieland.

## Geografie
Het grondgebied van de voormalige gemeente beslaat 1144 ha, waarvan er 609 ha bestaan uit bos. Voorts zijn 461 ha economisch in gebruik als maailand of akker- en weidegebieden. Slechts 29 ha is bebouwd.
Door de loop van de Schraggabach is de gemeente verdeeld in een oostelijk en westelijk gedeelte. Het eigenlijke dorp ligt aan de westkant van de beek, het gehucht Sigg aan de oostzijde.

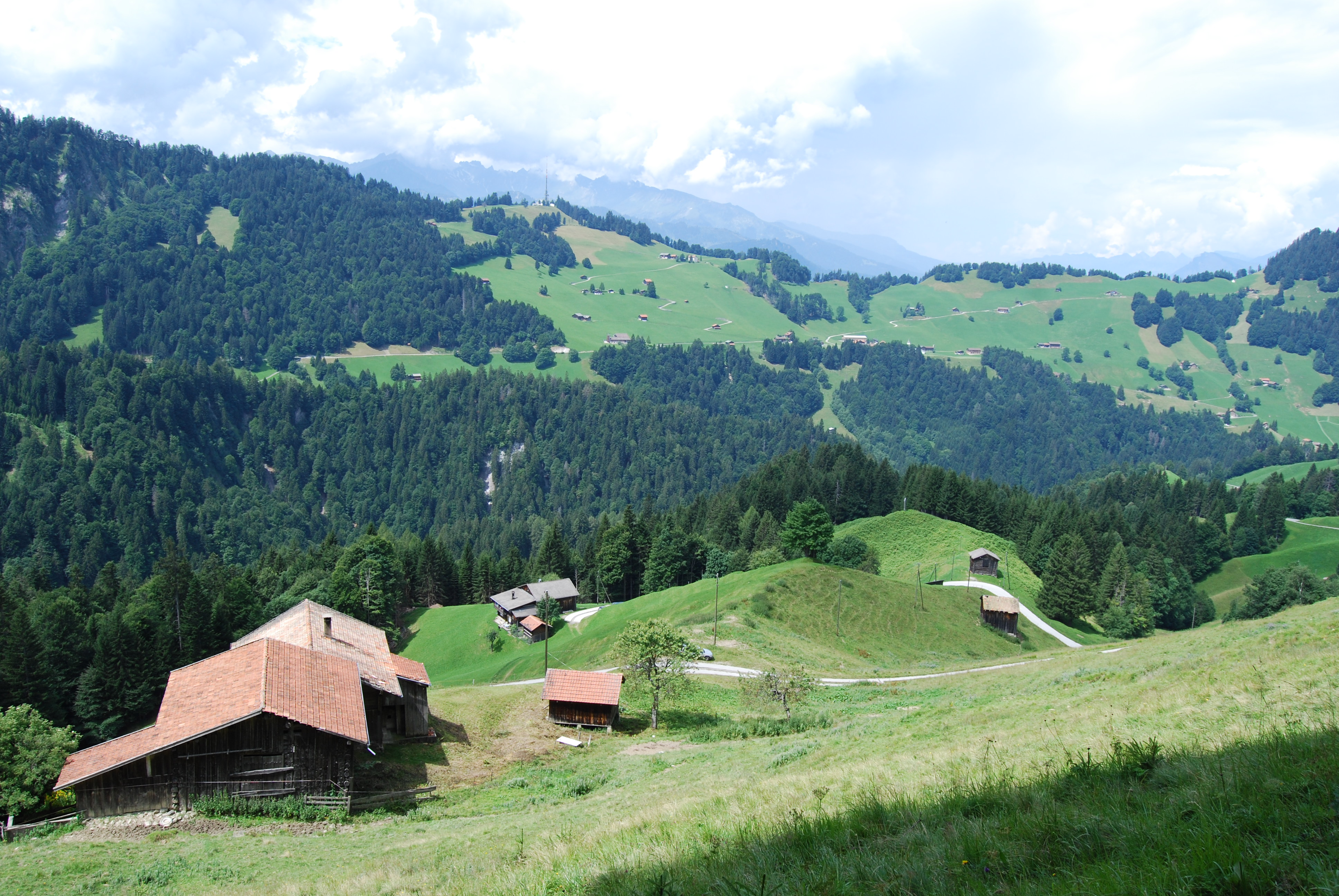
Zicht op Valzeina vanaf Brand (Sigg), in het diepe dal loopt de Schraggabach.

## Geschiedenis
Valzeina is oorspronkelijk door de Retoromanen gesticht. Toen in de 14de en 15de eeuw de Walsers zich vanuit Furna in de gemeente vestigden, leidde dit tot de huidige Duitstaligheid. In het jaar 1367 wordt er voor het eerst schriftelijk melding gemaakt van Valzeina (Valtzennas). Pas sinds 1903 is de gemeente door middel van een straatweg verbonden met het dal en in het bijzonder met de halte Seewis-Valzeina van de Rhätische Bahn. De postautoverbinding Grüsch/Landquart-Valzeina is het enige openbaar vervoer in de gemeente.

## Voorzieningen
Net als veel andere plaatsen op het land heeft ook Valzeina te maken met een teruglopend draagvlak voor de lokale voorzieningen. Dit leidde in het verleden tot sluiting van het postkantoor en de dorpswinkel.
Momenteel beschikt de gemeente over
- een gemeentegebouw, dat in gebruik is als
  - basisschool
  - multifunctionele ruimte
- een protestantse gemeente met kerkgebouw
- een timmermanswerkplaats
- een uitzetcentrum voor uitgeprocedeerde asielzoekers (sinds december 2007)

## Overig
- In 1697 werd de dominee van de gemeente door een dagloner vermoord, toen deze na de preek op weg was naar zijn huis in Grüsch. De plaats waar de dominee werd vermoord, draagt daarom de naam Mördertobäli.
- Op de Mittagsplatte, boven het dorp, staat een 120 meter hoge zendmast voor onder andere radio en tv. De antenne werd door het vroegere Telecom PTT gebouwd en behoort vandaag de dag toe aan de Zwitserse telefoniemaatschappij Swisscom.